# زنان قاتل
زنان قاتل (اسپانیایی: Mujeres asesinas‎) یک مجموعهٔ تلویزیونی درام دلهره‌آور آرژانتینی است که در سال ۲۰۰۵ منتشر شد.

## گزیدهٔ بازیگران
- دولورس فونسی
- سیسیلیا روت
- مرسدس موران
- آراسلی گونسالس
- گلوریا کارا
- سلسته سید
- لتیسیا بردیسه
- آنا ماریا پیکیو
- میرتا بوسنلی
- نائول پرز بیسکایارت
- سیلویا مونتاناری
- نانسی دوپلائا
- ماریا اونتو
- ریتا کورسته
- خولیتا دیاس
- اِدا بوستامانته
- دیه‌گو بلاسْـکِـس
- کارلوس بلوسو
- گراسیه‌لا تننبائوم
- ماخلا سانوتا
- لوئیس لوکه
- گابریلا توسکانو
- ادواردو بلانکو
- لوئیس ماچین
- گابریل گوئیتی
- الئونورا وکسلر